# Adiantum bonatianum
Adiantum bonatianum là một loài thực vật có mạch trong họ Adiantaceae. Loài này được Brause miêu tả khoa học đầu tiên năm 1913.